# 판 내부 지진
판 내부 지진(Intraplate earthquake, 地殻内地震)이란 판 구조론의 판 내부에서 일어나는 다양한 형태의 지진을 의미한다. 두 판의 경계에서 단층 운동으로 발생하는 판 경계간 지진과는 다르다. 크게 대륙 지각 내부 지진과 해양 지각 내부 지진 두 개로 구분할 수 있다.
판 내부 지진은 판 경계간 지진에 비해 상대적으로 발생하는 비율이 매우 낮다. 판 경계에서 멀리 떨어진 지역의 경우 지진 발생 빈도도 낮아 구조물의 내진 설계가 부족해 판 내부 지진이 일어나면 큰 피해를 줄 수 있다. 인간에게 큰 피해를 준 판 내부 지진으로는 2001년 규모 M7.7의 구자라트 지진, 2012년 인도양 지진, 2017년 푸에블라 지진, 1811~1812년 뉴매드리드 지진 등이 있다.

## 발생 원인
많은 도시들이 희귀하면서 큰 규모의 판 내부 지진 발생 위험을 안고 살고 있다. 이러한 판 내부 지진의 정확한 발생 원인은 아직 불확실하다. 대부분의 경우 지진이 발생한 활단층은 지하 깊숙히 있고 때로는 발견되지도 않는다. 일부 지진학 연구에 따르면 옛 단층대를 따라 지각이 단층 운동을 하면서 판 내부 지진이 발생할 수 있다고 보였다. 이런 상황에서는 특정 도시의 지진 위험도가 얼마인지 정확하게 계산하기 어렵다. 이러한 지진을 일으키는 단층의 역학에 대해서는 좀 더 자세히 이해되고 있다.
판 내부 지진은 오래된 단층대와는 전혀 무관하게 발생할 수 있으며 침강이나 융기 현상으로도 발생할 수 있다.

## 종류
판 내부 지진은 크게 대륙 지각 내부에서 일어나는 지진과 섭입대의 해양 지각 내부에서 일어나는 지진 두 개로 구분할 수 있다.

### 대륙 지각 내부 지진

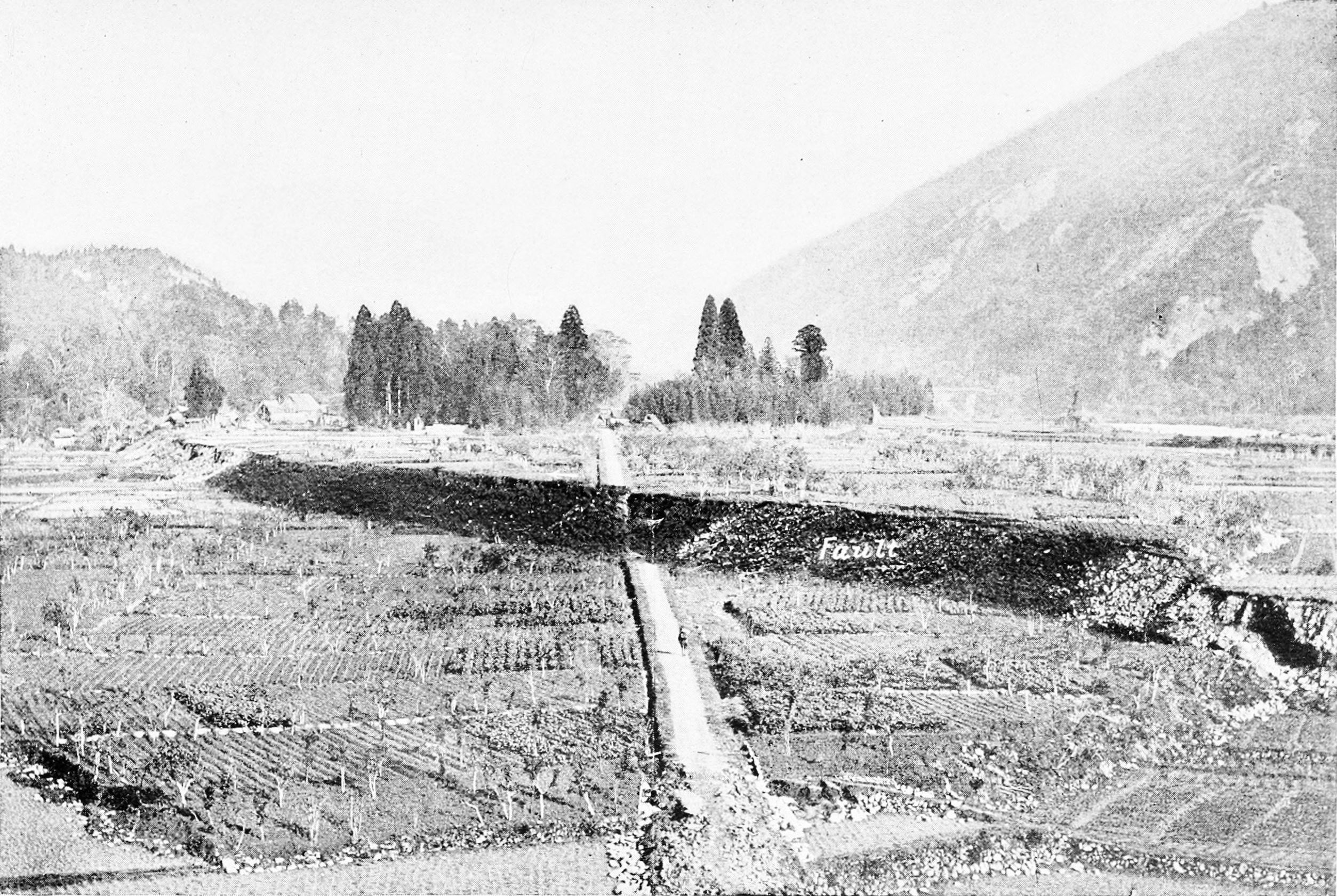
1891년 일본 기후현 노비평야에서 노비지진이 발생했을 때, 지표면 상에 드러난 지진 단층.

해양판이 섭입하는 대륙판의 끄트머리 지역에서는 해구에서 수백 km 떨어져 있는 넓은 범위에까지 해양판이 누르는 힘이 닿는다. 이 힘은 판 내부나 지각 표면부까지 전파되기 때문에 그 힘으로 지각 표층부 곳곳에서 금이 간다. 이 금을 단층이라고 부른다. 이러한 판 경계가 아닌 지역의 단층에서 일어나는 지진을 "내륙 지각 내부 지진" 혹은 "대륙 지각 내부 지진", "대륙판 내부 지진"이라고 부른다. 일본의 이즈반도와 이즈 제도, 뉴질랜드는 해양판 위에 있지만 이곳에서 발생하는 지진도 같은 유형인 대륙 지각 내부 지진으로 묶인다. 이런 유형의 지진에서는 지표면상에 단층이 보이기 쉽기 때문에 단층형 지진, 활단층형 지진이라고도 부르는데 판 경계간, 대륙판 내부, 해양판 내부 지진 모두 단층 운동으로 발생하는 지진이므로 정확한 용어는 아니다. 내륙의 단층은 도시 바로 아래나 주변에 있는 경우도 많아 '직하형지진'이라고 부르기도 하지만 간토대지진과 같이 육지에서 일어나는 해구형지진도 있으므로 이와 구별하는 의미에서 "육지 얉은 곳을 진원으로 하는 지진"이라고 사용하기도 한다.
대륙 지각 내부 지진의 경우 발생하는 지진의 규모는 활단층의 크기마다 다르지만 대부분의 단층은 최대 M6-7 정도, 크게는 최대 M8까지 가능하다. 해구형 지진과 같이 긴 단층은 여러 개의 세그먼트로 나누어서 서로 따로 활동한다. 동일한 활단층에서는 대략 수백년에서 수십만년을 주기로 큰 지진이 발생한다고 알려져 있다. 도시 바로 아래에서 지진이 발생하면 큰 피해를 끼칠 수 있지만 큰 흔들림이 느껴지는 범위는 해구형지진에 비하면 매우 좁은 범위에만 느껴진다. 또한 대륙 지각 내부 지진의 경우에는 초기 미동을 감지한다는 원리상 긴급지진속보가 늦게 발령될 수 있다.
대륙 지각 내부 지진의 대표적인 예시로는 1995년 1월 일본에서 일어난 규모 M7.3의 효고현 남부 지진(한신·아와지 대진재)와 2016년에 일어났던 규모 M7.3의 2016년 구마모토 지진, 규모 M5.8의 9.12 경주 지진, 2017년에 일어났던 규모 M5.4의 2017년 포항 지진 등이 있다.

### 해양 지각 내부 지진

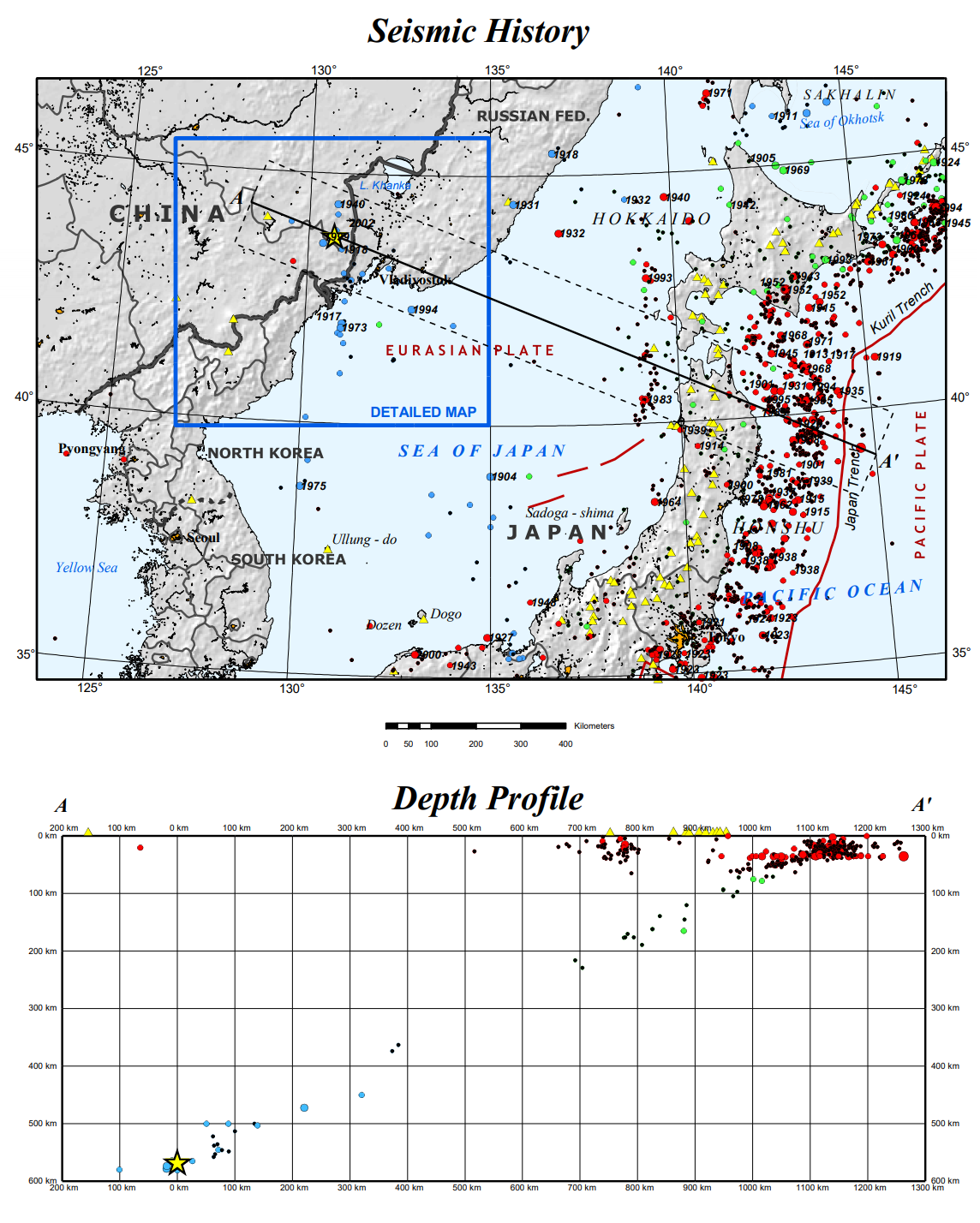
동해 주변의 지진 분포 지도. 제일 오른쪽이 섭입대인 일본 해구이다. 파란 색으로 처진 지역이 훈춘-왕칭 심발지진대이다. 일본 해구에서 중국 만주로 갈수록 주요 지진의 발생 진원 깊이가 점점 깊어지는 모습(아래 그래프)를 보인다.

섭입대에서 침강 운동을 하는 해양 지각 내부에서도 지진이 발생한다. 이런 종류의 지진을 "해양판 내부 지진" 혹은 "해양 지각 내부 지진"이라고 부른다. 일본에서 단순히 판 내부 지진이라고 하면 이 해양판 내부 지진을 가리키며 대륙판 내부 지진은 잘 묶지 않는다. 판 경계간 지진과 함께 묶어 해구 주변에서 일어나는 모든 지진을 해구형 지진이라고 부르기도 한다.
해양판 내부 지진은 크게 두 가지로 나눌 수 있다. 하나는 이미 대륙판 아래로 섭입한 해양판 내부에서 일어나는 지진(슬래브 내부 지진)으로 진원이 매우 깊으며, 또 다른 하나는 섭입대 앞의 해양판 내부에서 일어나는 지진(아웃터라이즈 지진)으로 진원이 얕다.

#### 슬래브 내부 지진
해구를 지나 대륙판 아래로 섭입, 침강한 해양판은 맨틀 속으로 가라앉다가 깨지거나 지하 깊은 곳에서 스태그넌트 슬래브(Stagnant slab)가 되어 큰 각도로 젖혀져 지진을 일으킬 수 있다. 해양판이 맨틀로 가라앉은 슬래브(판)에서 일어나므로 "슬래브 내 지진", "슬래브 내부 지진"이라고 부른다. 진원 깊이가 매우 깊은 곳에서 일어나므로 단순히 심발지진이라고 부르기도 한다.
보통 진원 깊이가 깊고 진원과 진앙 사이 거리도 멀지만 규모가 큰 심발지진의 경우 피해가 발생하기도 한다. 또한 깊은 곳에서 일어나는 지진이라 넓은 범위에서 최대 진도에 가까운 진동이 관측되기도 한다. 또한 판의 위치관계와 맨틀의 깊이 등에 따라 지진파의 전달계수가 달라지므로 진앙에서 멀리 떨어진 곳에서 더 큰 흔들림이 관측되는 현상인 이상진역 현상이 더 많이 관측되기도 한다.

#### 아웃터라이즈 지진
해양판이 대륙판 쪽으로 파고들 때 왜곡을 해소하기 위해 대륙판이 반발해 이동하면 판 경계간 지진이 발생한다. 하지만 이 왜곡은 섭입하기 전의 앞으로 침강하는 해양판 쪽(해구에서 먼 바다쪽)에서도 쌓여 있어 해저가 융기하는 경우가 있는데 이를 해구 외부 융기대(Outer trench swell) 혹은 단순히 아웃터라이즈(Outer rise), 해구상연융기대(海溝上縁隆起帯)라고 부른다. 이 지역의 왜곡은 판 경계간 지진으로는 완전히 해소할 수 없기 때문에 판 경계간 지진 발생 전후에도 해소되지 않은 왜곡으로 인해 습곡이나 단층 운동이 발생해 지진이 일어날 수 있다. 이런 종류의 지진은 해부 외부 융기대에서 발생하기 때문에 주로 '아웃터라이즈 지진'이라고 부른다.
아웃터라이즈 지진은 판이 젖혀진 곳이 가장 높은(얕은)곳이 큰 장력을 받아 파괴되기 때문에 정단층형 지진인 경우가 많다. 이와 반대로 진원이 깊은 곳에서 발생한다면 압축력을 받아 역단층형 지진인 경우가 많다. 아웃터라이즈 지진은 육지와 먼 심해상에서 발생하기 때문에 육지에서 지진의 흔들림 자체의 피해는 적은 편이지만, 규모 M8을 넘는 지진이 종종 발생하며 정단층형의 내려앉는 파동으로 시작되는 쓰나미로 해구형 지진과 비슷한 쓰나미 피해가 발생할 수 있다. 이 때문에 해일지진과 마찬가지로 지진 발생 직후 대피가 늦어져 큰 피해가 발생할 수 있다. 또한 큰 판 경계형 지진 이후 여진으로 발생하는 경우도 많아 여진의 2차적인 추가 피해를 줄 수 있다.

## 같이 보기
- 판 경계간 지진

## 참고 원인
- Stein, S., and S. Mazzotti (2007). "Continental Intraplate Earthquakes: Science and Policy Issues", Geological Society of America, Special Paper 425.